# 無量寿寺 (鉾田市下冨田)
無量寿寺（むりょうじゅじ）は、茨城県鉾田市にある真宗大谷派の寺院。なお、当寺の約2キロメートル南東の同市鳥栖に同名の寺がある。そちらの寺も山号院号寺号すべて同一（光明山無碍光院無量寿寺）であり、親鸞ゆかりの浄土真宗の寺である。ただし宗派は浄土真宗本願寺派である。

## 歴史
鎌倉時代前期、順信によって開山された。順信は鳥栖の無量寿寺で活動していたが、70歳を過ぎて一線を退き、隠居寺を建て移り住んだ。これが当寺の起源である。
順信は親鸞の高弟「二十四輩」の一人で、俗名「片岡信弘」といい、鹿島神宮宮司を務める大中臣氏の一族である。なお、鳥栖の無量寿寺では、順信の俗名は信弘の父「片岡信親」としている。
順信が率いた浄土真宗の門徒を「鹿島門徒」という。

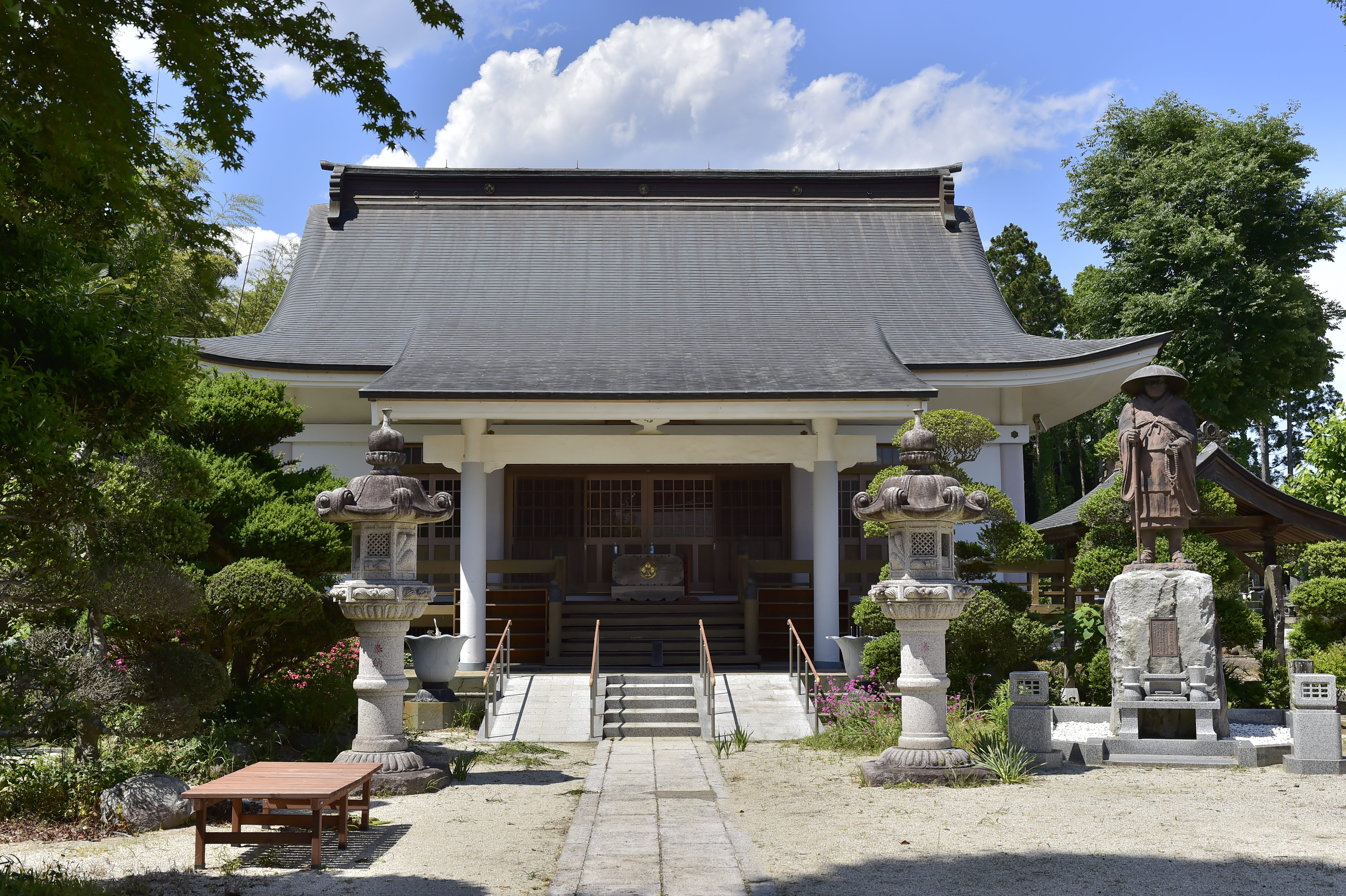
本堂
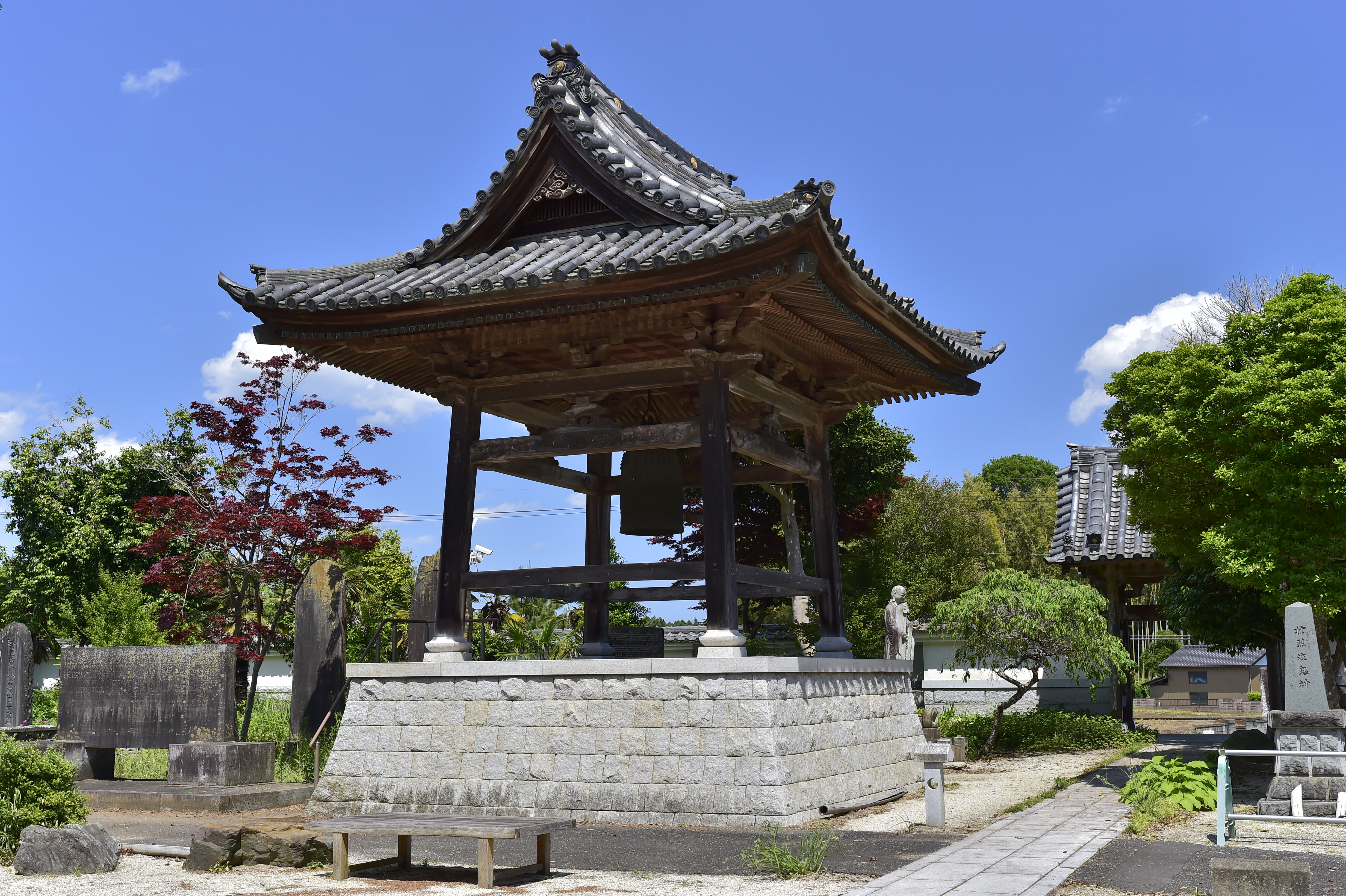
鐘楼
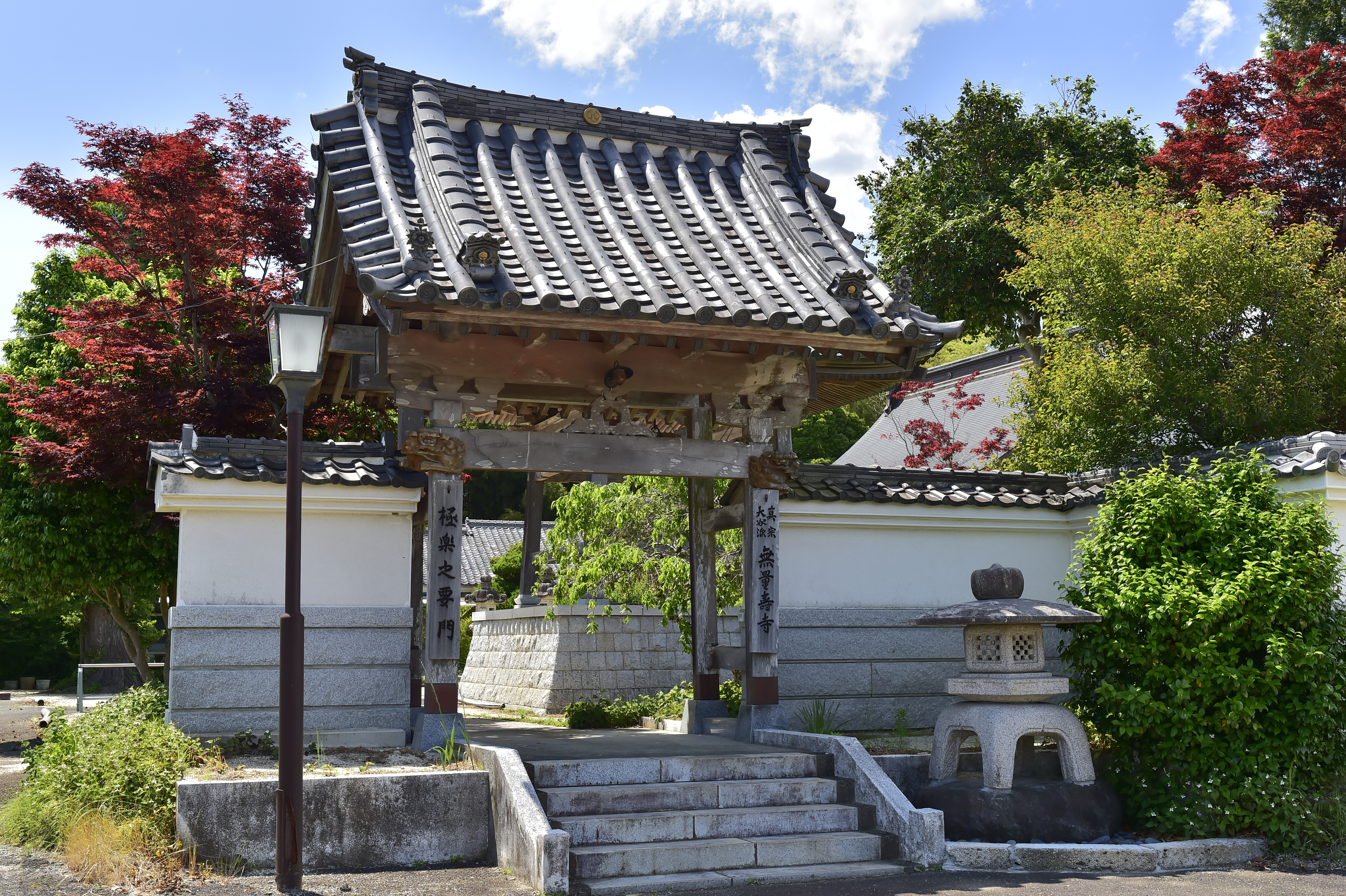
山門

## 交通アクセス
- 新鉾田駅より車8分。